# Titanvitt

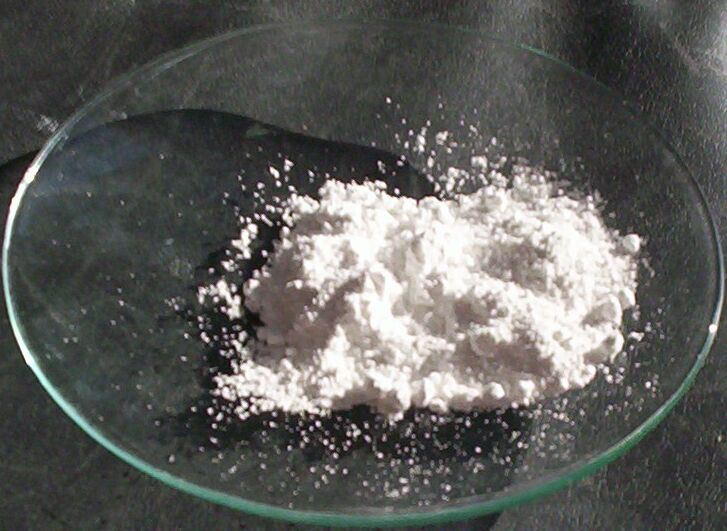
Titanvitt,
C.I. Pigment White 6

Titanvitt, C.I. Pigment White 6 (77891), är ett vitt pigment som består av titandioxid.

## Egenskaper och användning
Titanvitt framställdes första gången 1821 men först hundra år senare började det tillverkas i större skala. Det kom då snabbt att ersätta blyvitt för utvändig byggnadsmålning och gradvis ersatte det även zinkvitt för invändig målning.
Titanvitt förekommer i två olika kristallformer, anatas- och rutilstruktur, varav pigment med rutilstruktur har störst täckningsgrad och färgstyrka och inte kritar.
Titanvitt har klart bättre täckförmåga än alla andra vita pigment. En stor fördel är också att det är kemiskt inaktivt, det kan alltså normalt inte genomgå någon kemisk förändring. Det betyder att det är hållbart i alla bindemedel, kan kombineras med alla andra pigment och inte angrips av luftföroreningar eller annan kontakt med syror eller alkalier. Numera är titanvitt det mest använda vita pigmentet inom byggnadsmåleriet och i färgtillverkarnas brytsystem.
Även i konstnärsfärger är titanvitt det mest använda vita pigmentet. Det har i sig en neutralt vit färg. Det har, till skillnad från zinkvitt, en stor opacitet, täckkraft, och kan användas i färgblandningar för att göra dessa opaka.

### Kulörpåverkan i färgblandningar
Även en titanvitt som i sig har en neutralt vit färg kan orsaka en märkbar kulörändring i färgblandningar. Denna kan styras åt det blå eller gula hållet genom moderering av pigmentets partikelstorlek.
Titanvitts täckande förmåga, när det gäller synligt ljus, är som effektivast vid partikelstorlekar på 0,2–0,3 µm i diameter, och de mest använda pigmenten är inom storleksordningen 0,2–0,4 µm. Inom detta område bryts blått ljus kraftigare än grönt och rött, vilket gör att titanvitt, även om det ensamt har en helt vit masston, vanligtvis orsakar en dragning åt blått i färgblandningar, så länge de används i täckande skikt. Om man däremot använder en sådan färgblandning i ett tunt, transparent lager, så att ljus kan passerar igenom färgskiktet, får man en motsatt effekt, där mindre pigmentpartiklar istället ger en gulare ton. Val av partikelstorlek påverkas av fler faktorer än kulör, och även om pigmenten inom det mindre storlekssegmentet ger större kulörpåverkan i blandningar, är de vanliga även i konstnärsfärger. För industri- och byggmåleri finns särskilda urval av pigment med såväl mindre partikelstorlekar, för extra blåhet i blandningar, som med större partikelstorlekar för neutrala vitblandningar.

## "Oblekt titan"
C.I. Pigment White 6:1 är titanvitt där en del järnoxider, och en mindre del andra metalloxider, är kvar från titanmalmen, vilket ger en beige brytning. Färger med PW6:1 marknadsförs bland annat under namn som "Unbleached Titanium" och "Titanium Buff". Det är dock vanligt att färger med dessa namn framställts genom att olika järnoxidpigment i efterhand tillsatts ren titandioxid.